# دودلي سيمبسون
دودلي سيمبسون (بالإنجليزية: Dudley Simpson)‏ هو موزع وعازف بيانو وملحن أسترالي، ولد في 4 أكتوبر 1922 في Malvern East, Victoria ‏ في أستراليا، وتوفي في 4 نوفمبر 2017 في سيدني في أستراليا.

## وصلات خارجية
- دودلي سيمبسون على موقع IMDb (الإنجليزية)
- دودلي سيمبسون على موقع ميوزك برينز (الإنجليزية)
- دودلي سيمبسون على موقع ديسكوغز (الإنجليزية)
- دودلي سيمبسون على موقع قاعدة بيانات الفيلم (الإنجليزية)